# 弗拉谢尔
弗拉谢尔（法語：Flachères，法語發音：[flaʃɛʁ]）是法国伊泽尔省的一个市镇，属于拉图尔迪潘区。

## 地理
弗拉谢尔（45°28'12"N, 5°18'49"E）面积4.94 平方千米，位于法国奥弗涅-罗讷-阿尔卑斯大区伊泽尔省，该省份为法国东南部内陆省份，北起顺时针与安省、萨瓦省、上阿尔卑斯省、德龙省、阿尔代什省、卢瓦尔省和罗讷省。
与弗拉谢尔接壤的市镇（或旧市镇、城区）包括：贝尔蒙、尚皮耶、埃克洛斯-巴迪尼耶尔、埃多什、圣迪迪耶德比佐讷。

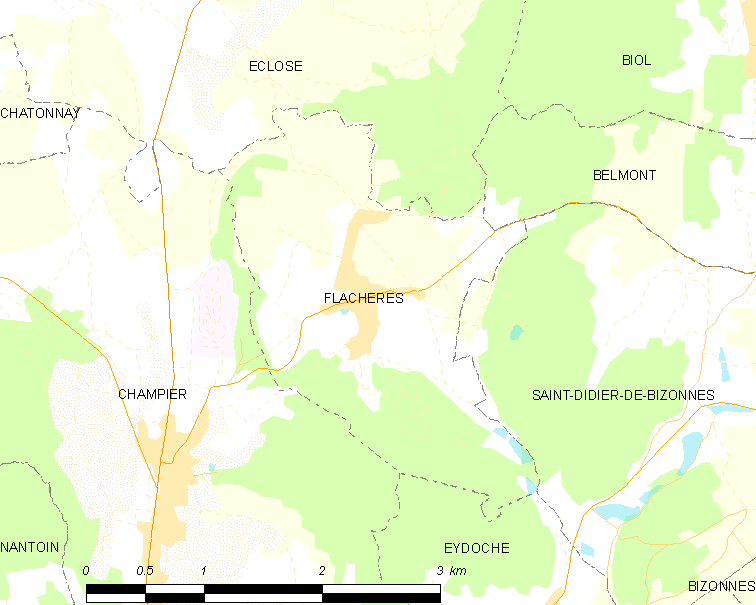
弗拉谢尔的OSM定位图

弗拉谢尔的时区为UTC+01:00、UTC+02:00（夏令时）。

## 行政
弗拉谢尔的邮政编码为38690，INSEE市镇编码为38167。

## 政治
弗拉谢尔所属的省级选区为大朗斯县。

## 人口

1962-2008年间弗拉谢尔人口变化图示

弗拉谢尔于2022年1月1日时的人口数量为568人。